# Sebarga
Sebarga  ist ein Parroquia in der Gemeinde Amieva der autonomen Gemeinschaft Asturien.

## Geographie
Das Parroquia mit seinen 190 Einwohnern (Stand 2011) hat eine Grundfläche von 26,19 km² und liegt auf 356 msnm. Die nächste, größere Ortschaft ist das 7 km entfernte Sames, Hauptort und Verwaltungssitz der Gemeinde Amieva. Der Fluss Ponga durchquert das Parroquia.

## Weiler und Dörfer
- Arnaño – 1 Einwohner 2011
- Berducén – unbewohnt 2011
- El Camperón – 2 Einwohner 2011
- Cirieño – 71 Einwohner 2011 43° 16′ 0″ N, 5° 10′ 3″ W
- Eno – 18 Einwohner 2011 43° 15′ 33″ N, 5° 10′ 46″ W
- La Mollera – 3 Einwohner 2011
- Pen – 22 Einwohner 2011 43° 15′ 56″ N, 5° 9′ 12″ W
- Polvorosas – unbewohnt 2011
- Santa Olaya – 2 Einwohner 2011
- Santoveña – 18 Einwohner  201143° 15′ 58″ N, 5° 10′ 40″ W
- Siña – 1 Einwohner 2011
- Vega de Sebarga – 18 Einwohner 2011 43° 16′ 24″ N, 5° 9′ 57″ W
- Villanueva – 5 Einwohner 2011
- Villaverde – 30 Einwohner 2011 43° 15′ 34″ N, 5° 8′ 34″ W

## Klima
Der Sommer ist angenehm mild, aber auch sehr feucht. Der Winter ist ebenfalls mild und nur in den Hochlagen streng.

## Sehenswürdigkeiten
- Kapelle San Pablo in Vega de Sebarga
- Kirche Nuestra Señora de las Nieves de Sebarga in Cirieño
- Kapelle Santa Ana in Cirieño
- Kapelle San Roque in Pen